# Мордань Володимир Григорович
Володимир Григорович Мордань (15 січня 1937, Новосільське, нині Лебединська міська громада Сумського району Сумської області — 5 лютого 2017, Київ) — український поет, журналіст.  Член Національної спілки письменників України (1966).

## Біографія
Народився в с.Новосільське (Сумський район) в родині хліборобів. Дитя війни.
Закінчив 8 класів Василівської школи.
Працював кореспондентом газети «Освіта», редактором у видавництвах, зокрема — «Музична Україна», начальником відділу Державного комітету з питань науки і техніки України.
Проживав і помер в Києві. Похований в м. Лебедин на  Сумщині .

## Освіта
Закінчив Лебединське педагогічне училище (1956). 
Закінчив Ніжинський педагогічний інститут ім. М. Гоголя (1961).

## Творчість
Поет, автор
- збірок: «Задесення моє», «Ритми», «Листопад», «День», «Дерев зелені біоструми», «Лебедин», «Верес», «Калиновий вогонь» (збірка вокальних творів), «На рушнику зорі», «Осінні жовті письмена», «Тріолети», «Жива вода»;
- збірки гумору, сатири та присвят: «Це Європі далеко до нас»;
- збірки віршів та казок для дітей: «Летіть, пливіть та їдьте», «Сонячний ранок», «Де весняночки кують», «Коваль нот», «Літо починається», «Гей, сурмаче!», «Кругла казочка».

Деякі поезії Володимира Морданя покладені на музику, Пісні на його вірші в репертуарі хорових колективів та окремих виконавців, серед яких Народні артисти України Василь Бокоч, Володимир Турець, Валентина Купріна.
Окремі твори поета були перекладені білоруською, молдавською, російською, татарською та іншими мовами. 

## Громадська робота
Член Національної спілки письменників України (1966). 
Відповідальний секретар Київської організації Національної спілки письменників України.
Позаштатній кореспондент Всеукраїнської газети «Хата».

## Відзнаки
- Медаль «У пам'ять 1500-річчя Києва» (1982)
- Лауреат літературної премії імені Олександра Олеся (2003)
- Відмінник преси
- Почесна грамота Міністерства культури і мистецтв України (2003)
- Почесна грамота Верховної Ради України (2005).